# Партія місцевого самоврядування
Політична партія місцевого самоврядування (ПАРМС): всеукраїнська політична партія нелідерського типу, що заснована у 2009 році.

## Історія
Політична сила є представником інтересів місцевих громад України та місцевого самоврядування, до її складу входять науковці в галузі державного муніципального управління, фахівці-практики, представники територіальних громад, громадські активісти, представники ОСББ.
Серед ідеологічних засад партійців бажання підняти статус територіальних громад до рівня, коли і держава, і громадяни діятимуть в інтересах окремої території, що у підсумку дозволить реалізувати парадигму успіху, повернути надію до «депресивних» регіонів та вимираючих населених пунктів. Самі партійці стверджують, що ПАРМС «не партія олігархів, не сателіт представників діючої влади».
Партія об'єднує близько 10 000 чоловік по всій Україні.
20 червня 2015 року головою Ради партії обрано Олександра Кондрашова.
Серед основних проектів партії її очільник називав: — науково обґрунтовану Концепцію розвитку Києва
- концепцію патріотично-духовного виховання молоді «Юна громада України»
Також партійці розпочали створення єдиного електронного кадрового резерву державних і муніципальних органів влади.
Партія підтримує розвиток універсального бою в Україні і Європі.

## Участь у виборах
25 жовтня 2015 р. кандидати від ПАРМС вперше брали участь у місцевих виборах.